# Partido Nacional (Paraguay)
El Partido Blanco, también conocido como Partido Nacional del Paraguay o por su nombre original Unión Nacional Cristiana, es un partido político de la República del Paraguay fundado el 15 de mayo de 1987, en los últimos años de la dictadura de Alfredo Stroessner. El nombre «Partido Blanco» se adoptó en referencia al Partido Nacional (Uruguay) por razones históricas, pues la citada agrupación política uruguaya fue la única aliada efectiva del Paraguay durante la guerra de la Triple Alianza.
El músico y comunicador paraguayo Jorge Garbett fue su principal referente hasta octubre de 2015, cuando se produjo su deceso. El Partido Blanco participó en varias elecciones del período democrático paraguayo, iniciado en 1989. Actualmente, el partido está encabezado por Ricardo Almada. En 1998, contó con un senador en el Congreso Paraguayo.

## Ideología y propuestas
Ideológicamente, el Partido Blanco se define, según sus estatutos, como «solar», patriótico, nacionalista, francista y lopista. Originalmente, se definía como un partido Nacional-Social-Cristiano en búsqueda de la unidad, paz y confraternidad del país. Busca despertar la conciencia política del pueblo paraguayo a través de la formación integral de «ciudadanos políticos». 
A partir de la presidencia de Ricardo Almada, el partido tomó una postura más «de centro-izquierda», haciendo la innovadora propuesta que se denominó Paraguay No Para, que consiste en poner a trabajar a las industrias, empresas y campesinado del país en cuatro turnos de seis horas diarios, para aumentar la productividad. Actualmente, siendo aún Ricardo Almada el presidente, el Partido Blanco regresó a su línea tradicional (nacionalista).